# Combretum longispicatum
Combretum longispicatum là một loài thực vật có hoa trong họ Trâm bầu. Loài này được (Engl.) Engl. & Diels mô tả khoa học đầu tiên năm 1899.